# Cutty Ranks
Philip Antonio Thomas (Clarendon, 12 februari 1965), beter bekend als Cutty Ranks, is een Jamaicaanse zanger en muzikant.

## Discografie[1]
- The Stopper (1991)
- Lethal Weapon (1991)
- Retreat (1991)
- From Mi Heart (1992)
- Six Million Ways To Die (1996)
- Back With A Vengeance (2001)
- Hard For It (2005)
- Full Blast (2012)